# منى حلمي
منى حلمي هي كاتبة، وشاعرة، وًكاتبة صحفية مصرية وُلدت بمحافظة القاهرة، وهي ابنة الكاتبة والمفكرة المصرية الراحلة نوال السعداوي من زوجها الأول الطبيب احمد حلمي، وأخت المخرج عاطف حتاتة.

## مسيرتها المهنية
كتبت الدكتورة منى حلمي المقالات للعديد من المجلات والصحف والمواقع الإلكترونية المصرية والعربية من بينها جريدة المصري اليوم، كما دأبت على كتابة مقال أسبوعي بجريدة روز اليوسف، ولها مقالة أسبوعية ثابتة في جريدة الدستور المصرية.
و هي عضوة في نقابة الكتاب المصريين.

## كتاباتها ومؤلفاتها
كتبت منى حلمي الكثير من المقالات في عدد من الصحف والمجلات والمواقع الإلكترونية، كما نُشرت لها العديد من الترجمات والمؤلفات التي تنوّعت ما بين الكتب، والروايات، والمجموعات القصصية، ومنها:

### المؤلفات
- أجمل يوم اختلفنا فيه – مكتبة مدبولى – قصص قصيرة 1987 . تقديم د. يوسف ادريس.[3]
- رجل جديد في الأفق – تضامن المرأة العربية – مقالات 1988.[4]
- بدون أوراق (رواية): صدرت عام 1990 عن الدار العربية للطباعة والنشر والتوزيع بالقاهرة.[5]
- هاتف الصباح – على نفقة الكاتبة – قصائد 1991.
- البحر بيننا (مجموعة قصصية): صدرت عام 1993 عن دار سعاد الصباح النشر بالقاهرة.[6]
- البحر بيننا – سعاد الصباح – قصص 1999.
- الحب مع مغامر مرتبك (مجموعة قصصية): صدرت عام 1999 عن الهيئة المصرية العامة للكتاب بالقاهرة.[7][8]
- الحب في عصر العولمة: صدرت عام 1999 عن دار المعارف بالقاهرة.[9]
- كتاب «نزار قبانى» مع مجموعة من المؤلفين – الكتاب الذهبى لروزاليوسف 1999
- حبيبتى التي كانت – المجلس الأعلى للثقافة – قصص 2004.
- الأشياء الهاربة – دار ميريت – شعر 2004.
- مسافرة إلى المحال – مترجمة إلى الإنجليزية – قصائد 2009 – دار نشر نيويورك A.V.L ترجمة نوال السعداوى، والشاعر الأميركى كين روزن، الناشرة أنيستا لينهاردت
- سابحة اليك تحت التراب   -  شعر - على نفقة الكاتبة – 2010
- رجل أنزفه حتى آخر العمر – شعر – دار نشر ابن رشد  أكتوبر 2015 .
- امرأة المطر والقهوة والضجر – شِعر – الهيئة المصرية العامة للكتاب 2019
- أين اختفت أمى «نوال» () – شِعر – الهيئة المصرية العامة للكتاب 2021

## جوائز
- جائزة تيمور للقصة العربية – الجائزة الثانية عن المجموعة القصصية «البحر بيننا»  دار نشر....  سعاد الصباح 1999
- جائزة تيمور للقصة العربية – الجائزة الأولى عن المجموعة القصصية «الحب مع مغامر مرتبك»..... الهيئة المصرية العامة للكتاب 2000
- جائزة اتحاد الكُتاب المصرى للابداع الشِعرى باللغة العربية الفصحى عن كتاب «مسافرة إلى المحال» المترجم إلى الإنجليزية عن دار نشر A . V . L   نيويورك  2009  الناشرة «أنيستا ينهاردت»، قامت بالترجمة نوال السعداوى، والشاعر الأميركى كينيث روزن. والشاعر الأميركى كينيث روزن.

## الجدل
أثارت الكاتبة منى حلمي عام 2006 جدلاً في الإعلام المصري حين طالبت في مقالها الأسبوعي بجريدة روز اليوسف، والذي حمل عنوان «سأحمل اسم أمي»، بأن يكتب اسم الأم في الأوراق الثبوتية للشخص بين اسمه واسم أبيه لإثبات نسبه للإثنين، مما أثار ردود أفعال متبانية في أوساط المثقفين ورجال الدين في مصر آنذاك، وزعمت بعض وسائل الإعلام أن الكاتبة قامت بتغيير اسمها بالفعل وأضافت اسم والدتها في بطاقتها الشخصية، إلا أن منى حلمي نفت ذلك فيما بعد معلنة أن قضيتها لازالت مطروحة للنقاش الفكري، وأنها لم تستخرج أية أوراق ثبوتية جديدة لها.